# Redada en la Prisión de El Renacer
La Redada en la prisión de El Renacer fue un ataque a la prisión de El Renacer en Gamboa, Panamá, por unidades de la 82 División Aerotransportada del Ejército de los Estados Unidos el 20 de diciembre de 1989, durante la invasión de Estados Unidos a Panamá. Durante la redada, el ejército estadounidense liberó a los sesenta y cuatro prisioneros detenidos en el centro de detención y mató a 5 soldados de las Fuerzas de Defensa de Panamá.
La fuerza estadounidense constaba de ochenta paracaidistas junto con tres helicópteros UH-1, dos helicópteros de exploración OH-58, una lancha de aterrizaje mediana (LCM) y un AH-1 Cobra. La fuerza de asalto estaba formada por unidades de la 7.ª División de Infantería, la 82.ª División Aerotransportada, la Compañía C del 3.er Batallón del 504.º Regimiento de Infantería de Paracaidistas, el 1.er Batallón del 228.º Regimiento de Aviación, el 307.º Batallón de Ingenieros y el 1097º. Compañía de transporte.

## Plan
La prisión de El Renacer se encontraba junto al Canal de Panamá, aproximadamente a la mitad del Istmo. En comparación con otras cárceles, no era grande. El patio vallado no media más de cuarenta por setenta metros. La prisión en sí era una colección de alrededor de 20 edificios de bloques de hormigón y madera, todos con techos de hojalata. En diciembre de 1989, el régimen de Noriega lo había llenado de presos políticos, muchos del fallido golpe de Estado del 3 de octubre de 1989. Entre los presos había varios estadounidenses.
El plan estadounidense implicaba un asalto aéreo y un aterrizaje anfibio simultáneos a la 1 a.m. del 20 de diciembre de 1989 en el que dos Huey, cada uno con 11 paracaidistas, aterrizarían en el estrecho patio de la prisión. Los artilleros de la puerta procederían a atacar objetivos específicos. Mientras tanto, un helicóptero de ataque AH-1 "Cobra" de la 7.ª División de Infantería dispararía contra el cuartel de los guardias. El elemento de asalto, que formaba parte del segundo pelotón, registraría y aseguraría inmediatamente los cuarteles de los prisioneros, el edificio de recreación y los otros dos edificios principales. 
Al mismo tiempo, el resto del segundo pelotón aterrizaría desde la lancha de desembarco (LCM) en el lado del canal para proporcionar apoyo de fuego y seguridad para el asalto. El 3.er Pelotón también estaría en el LCM. Su parte de la misión era limpiar y asegurar los edificios restantes fuera de la cerca de alambre de la prisión. Un helicóptero de exploración OH-58 llevaba un francotirador de la compañía.
Finalmente, un tercer Huey, con diez exploradores, aterrizaría fuera de la prisión para evitar cualquier intento de las Fuerzas de Defensa de Panamá de reforzar la guarnición de la prisión.